# Frédéric Baillif
Pour les articles homonymes, voir Baillif (homonymie).
Frédéric Baillif est un réalisateur et producteur suisse, né le 28 septembre 1973 à  Genève.

## Biographie
Frédéric Baillif se forme à l'Institut d'Études Sociales de Genève dont il sort diplômé en 2000 et devient travailleur social auprès de mineurs sourds ainsi qu'en milieu carcéral. Il a également mené une carrière de basketteur semi-professionnel. Il vient au cinéma par le documentaire, dans lequel il se lance à New-York en suivant l'harmoniciste Grégoire Maret, ce qui donne lieu à Sideman. Il enchaîne ensuite huit documentaires dont Geisendorf qui remporte le prix Vision du Réel et travaille également pour la télévision. Il crée en 2010 sa société de production Freshprod.
En 2017 sort en France son premier long-métrage de fiction, Tapis rouge, co-réalisé avec Kantarama Gahigiri, tourné avec des jeunes d'un quartier défavorisé lors du Festival de Cannes. Avec La Mif en 2021, il continue son travail avec les jeunes précaires en tournant avec des adolescentes placées en foyer et remporte le Bayard d'or à Namur.

## Filmographie
Sauf indication contraire, les informations mentionnées dans cette section peuvent être confirmées par la base de données cinématographiques IMDb,  présente dans la section « Liens externes ».

### Longs métrages documentaires[5]
- 2003 : Sideman
- 2006 : Geisendorf
- 2008 : Le fond et la forme
- 2009 : La Vie en deux[6]
- 2013 : Tant qu'il pleut en Amérique
- 2015 : Un canapé pour deux

### Longs métrages de fiction
- 2017 : Tapis rouge
- 2019 : La Preuve scientifique de l'existence de Dieu
- 2021 : La Mif

### Distinctions
- Black International cinema of Berlin 2004 : meilleur documentaire pour Sideman
- Vision du réel 2006 : Prix TSR du meilleur film suisse pour Geisendorf
- Festival Tous Ecrans de Genève[Quand ?] : Prix TV5 Monde du meilleur long métrage de fiction pour Tapis rouge
- Festival de cinéma de Nador[Quand ?] : Grand Prix et prix d'interprétation masculine pour Tapis rouge
- Chelsea Film Festival (New-York)[Quand ?] : meilleure Réalisation pour Tapis rouge
- Festival de Delémont[Quand ?] : prix du public pour Tapis rouge